# Сельское поселение «Аблатуйское»
Се́льское поселе́ние «Аблатуйское» — муниципальное образование в Улётовском районе Забайкальского края Российской Федерации.
Административный центр — село Аблатуйский Бор.

## История
Статус и границы сельского поселения установлены Законом Читинской области от 19 мая 2004 года «Об установлении границ, наименований вновь образованных муниципальных образований и наделении их статусом сельского, городского поселения в Читинской области».

## Население
| 2010 | 2011 | 2012 | 2013 | 2014 | 2015 | 2016 |
| ---- | ---- | ---- | ---- | ---- | ---- | ---- |
| 681  | ↘679 | ↘678 | ↘670 | ↘666 | ↘660 | ↘649 |
| 2017 | 2018 | 2019 | 2020 | 2021 |      |      |
| ↗650 | ↘639 | ↘636 | ↗640 | ↘570 |      |      |

## Состав сельского поселения
| № | Населённый пункт | Тип населённого пункта       | Население |
| - | ---------------- | ---------------------------- | --------- |
| 1 | Аблатуйский Бор  | село, административный центр | ↘514      |
| 2 | Аблатукан        | село                         | ↘121      |